# Sierstkowa
Sierstkowa (cz. Jahodnice) – góra ze szczytem na wysokości 974 m n.p.m. znajdująca się w Masywie Śnieżnika w Sudetach, na terenie Śnieżnickiego Parku Krajobrazowego.
Szczyt na wschodnim grzbiecie Śnieżnika  pomiędzy Przełęczą Płoszczyna na zachodzie a górą Jelenia Kopa na wschodzie, na granicy polsko-czeskiej, na europejskim dziale wodnym zlewisk Bałtyku i Morza Czarnego.

## Szlaki turystyczne
Obok  biegnie szlak turystyczny:
- zielony Bielice - Śnieżnik[1]